# Johann Dihanich
Johann Dihanich (né le 24 octobre 1958 à Eisenstadt en Autriche) est un joueur de football international autrichien, qui évoluait au poste de milieu de terrain, avant de devenir ensuite entraîneur.

## Biographie

### Carrière de joueur

#### Carrière en club
Johann Dihanich évolue principalement en faveur de l'Austria Vienne et du Grazer AK. Il dispute un total de 322 matchs en première division autrichienne, inscrivant 23 buts. 
Il joue également 21 matchs en Coupe d'Europe des clubs champions, et 10 matchs en Coupe des coupes. Il est quart de finaliste de la Coupe des clubs champions européens en 1985, en étant battu par le club anglais de Liverpool. Il est demi-finaliste de la Coupe des coupes en 1983, en étant battu par le club espagnol du Real Madrid.
Il remporte avec l'Austria Vienne, cinq titres de champion d'Autriche, et trois Coupes d'Autriche.

#### Carrière en sélection
Johann Dihanich joue 10 matchs en équipe d'Autriche, sans inscrire de but, entre 1980 et 1984. 
Il reçoit sa première sélection en équipe nationale le 8 octobre 1980, en amical contre la Hongrie (victoire 3-1 à Vienne).
Il dispute ensuite cinq matchs rentrant dans le cadre des éliminatoires du mondial 1982, avec à la clé trois victoires, un nul, et une défaite contre l'Allemagne.
Il est retenu par les sélectionneurs Felix Latzke et Georg Schmidt afin de participer à la Coupe du monde de 1982 organisé en Espagne. Toutefois, lors du mondial, il ne joue aucun match.
Il reçoit sa dernière sélection le 26 septembre 1984, lors d'un match contre la Hongrie rentrant dans le cadre des éliminatoires du mondial 1986 (défaite 3-1 à Budapest).

### Carrière d'entraîneur
Après avoir raccroché les crampons, Dihanich se reconvertit comme entraîneur.
Il dirige plusieurs équipes autrichiennes, en tant qu'entraîneur en chef ou entraîneur adjoint.

## Palmarès
Austria de Vienne
| - Championnat d'Autriche (5) : - Champion : 1978-79, 1979-80, 1980-81, 1984-85 et 1985-86. - Vice-champion : 1981-82, 1982-83 et 1986-87. - Coupe d'Autriche (3) : - Vainqueur : 1979-80, 1981-82 et 1985-86. - Finaliste : 1984-85. |  | - Supercoupe d'Autriche : - Finaliste : 1986. |